# Palazzo in Largo Donnaregina n.4
Il Palazzo in Largo Donnaregina n.4 è un edificio di valore storico e architettonico di Napoli, situato nei pressi del palazzo arcivescovile.
Il palazzo ha certamente origini antiche, ma si presenta nel prospetto principale con l'aspetto datogli a metà Seicento, quando venne realizzato il largo. Il palazzo ha quattro piani (un ammezzato più i tre superiori) e alla sua base possiede un vistoso portale barocco a bugne in piperno, sulla cui sommità è apposto uno stemma marmoreo. Risalenti al '600 sono anche le due mensole che sorreggono il balcone centrale del piano nobile e le cornici delle finestre del piano nobile medesimo e del terzo. In fondo al cortile, in asse rispetto all'ingresso, si innalza la scala aperta dall'unica arcata ribassata per livello a precedere le tre voltine del pianerottolo. Nel già citato cortile si ammira anche una fontanella marmorea. Il prospetto posteriore venne rifatto negli anni post-unitari, quando una parte dell'edificio venne tagliata durante l'allargamento dell'attuale via Duomo.
Allo stato attuale è adibito a abitazioni private in discrete condizioni di conservazione. In più appartamenti si conservano incartate e volte affrescate.

## Altre immagini

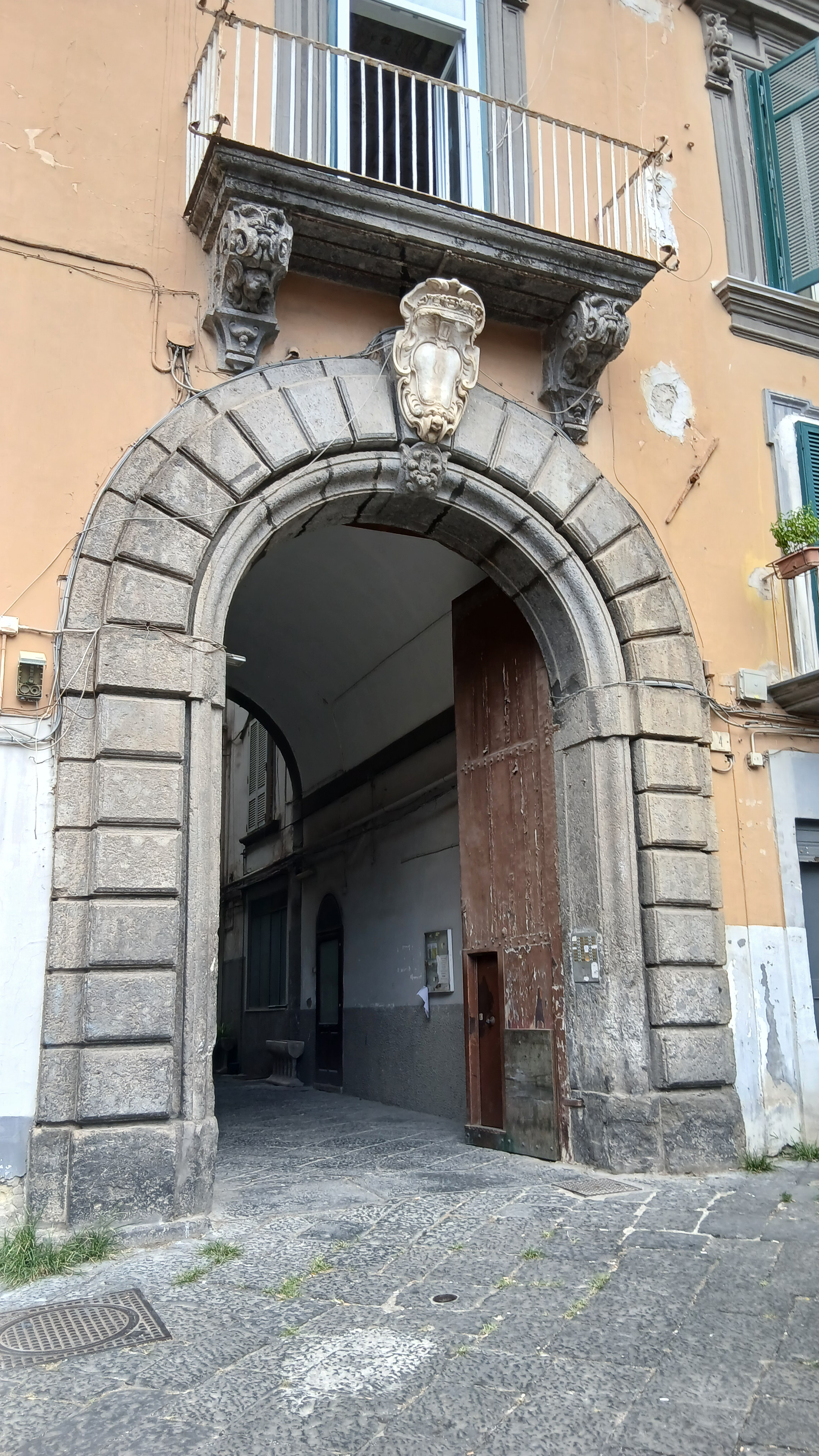
Il portale seicentesco
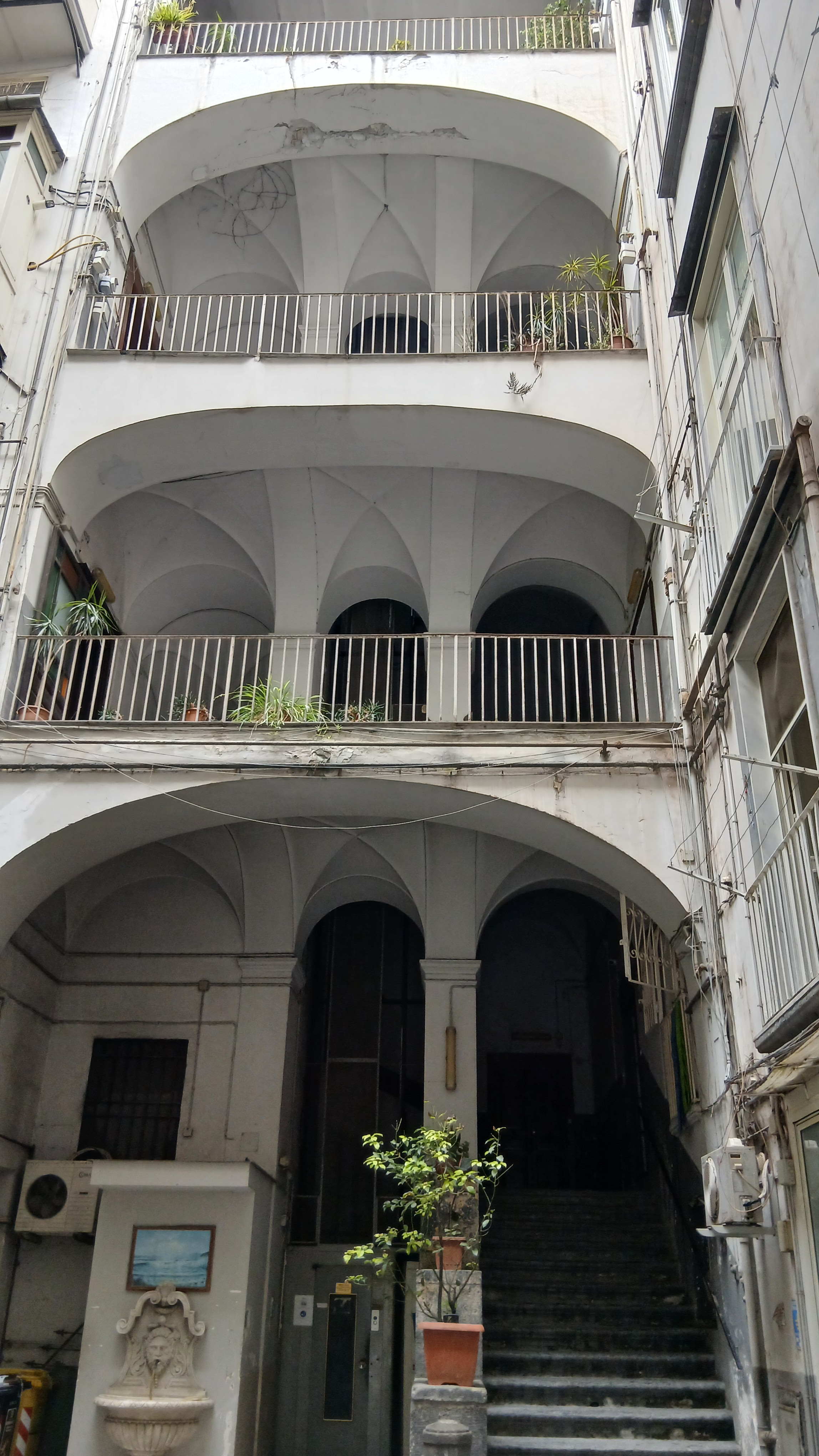
La scala